# Hoël II
Pour les articles homonymes, voir Hoël de Bretagne.
Hoël II (504-†547 ou 560) est un roi légendaire d'Armorique (actuelle Bretagne), dont l’« histoire » est rapportée par Geoffroy de Monmouth dans son Historia regum Britanniae (vers 1135).

## Histoire
Selon Geoffroy de Monmouth,  Hoël II est le fils et successeur de Hoël Ier le Grand et de sainte Pompée. Il aurait épousé une fille de Rhun Hir ap Maelgwn, roi du Gwynedd (dans l'actuel Pays de Galles , qui donnera naissance à Alain.
Il serait un frère de sainte Sève.

## Source
- (en) Peter Bartrum, A Welsh classical dictionary: people in history and legend up to about A.D. 1000, Aberystwyth, National Library of Wales, 1993 (ISBN 9780907158738), p. 417 HOEL II son of HOEL I (Fictitious).